# Blessthefall
Blessthefall je americká hudební skupina. Byla založena v roce 2004 ve Phoenixu, ve státě Arizona. V současné době skupinu tvoří pět členů: Mike Frisby (kytara, Jared warth (baskytara), Beau bokan (zpěv), Matt Traynor (bicí) a Eric Lambert (kytara). Jejich hudba se dá považovat za post-hardcore až screamo. Zatím vydali šest řadových alb.

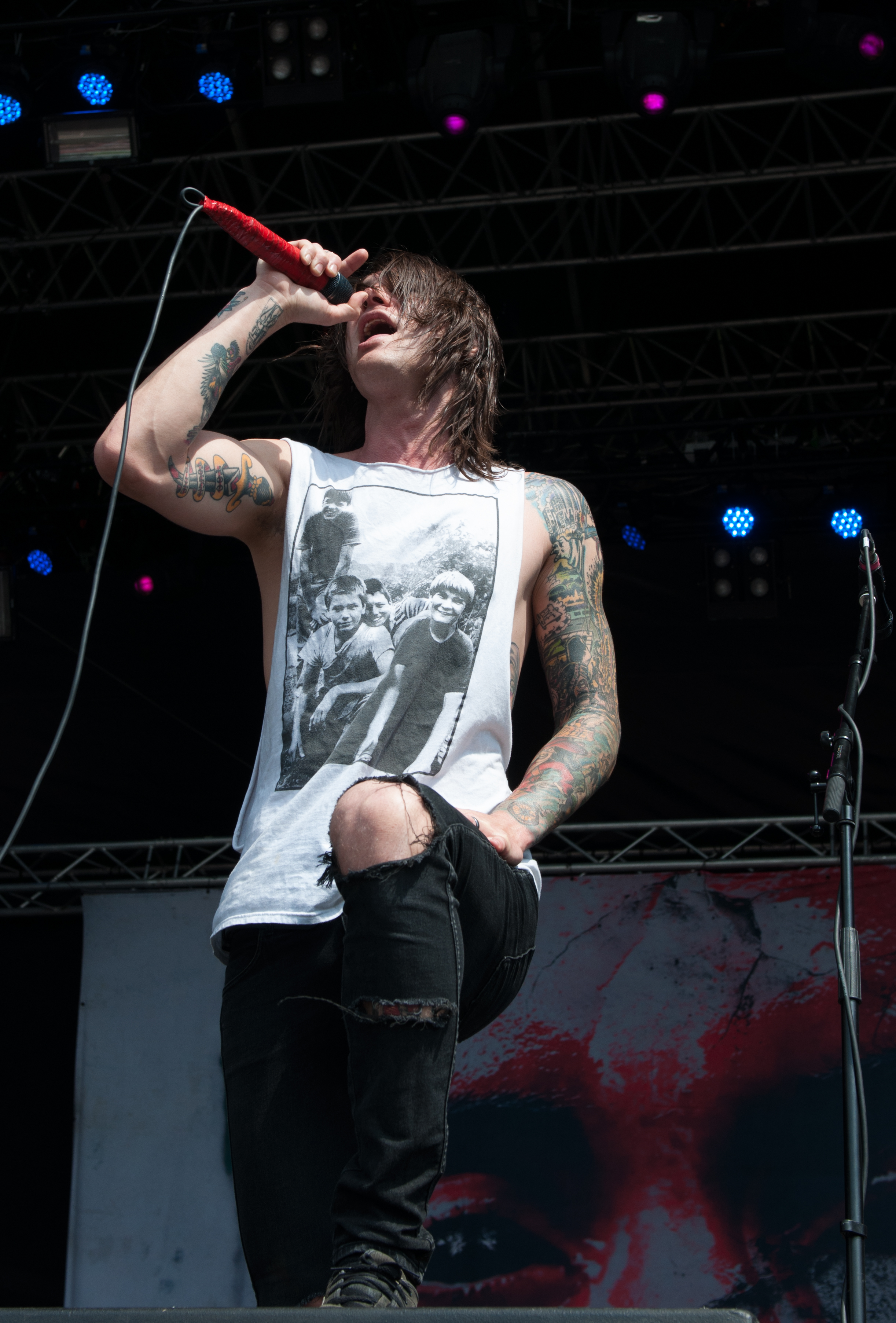
Beau Bokan, 2014
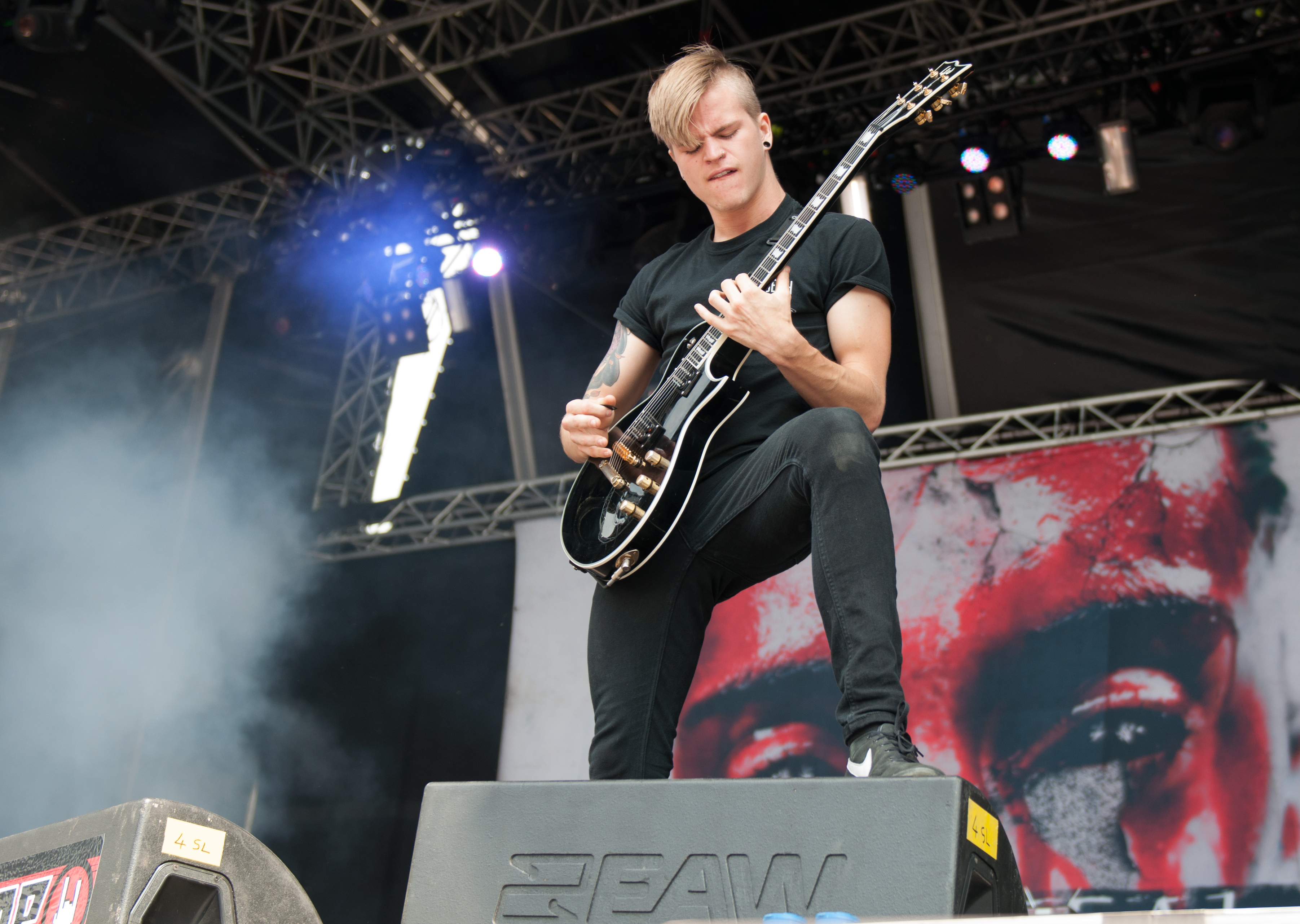
Elliott Gruenberg, 2014
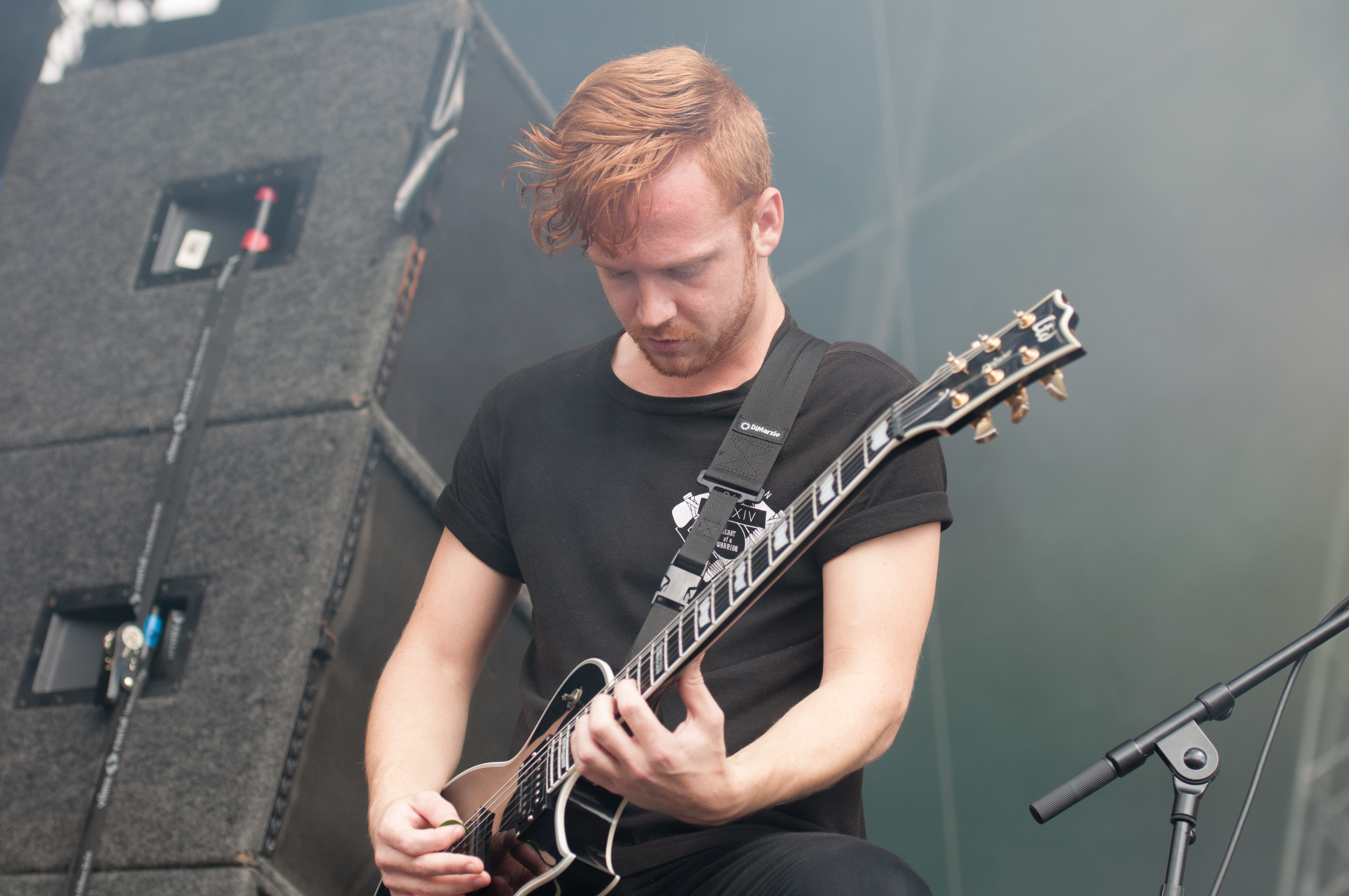
Eric Lambert, 2014
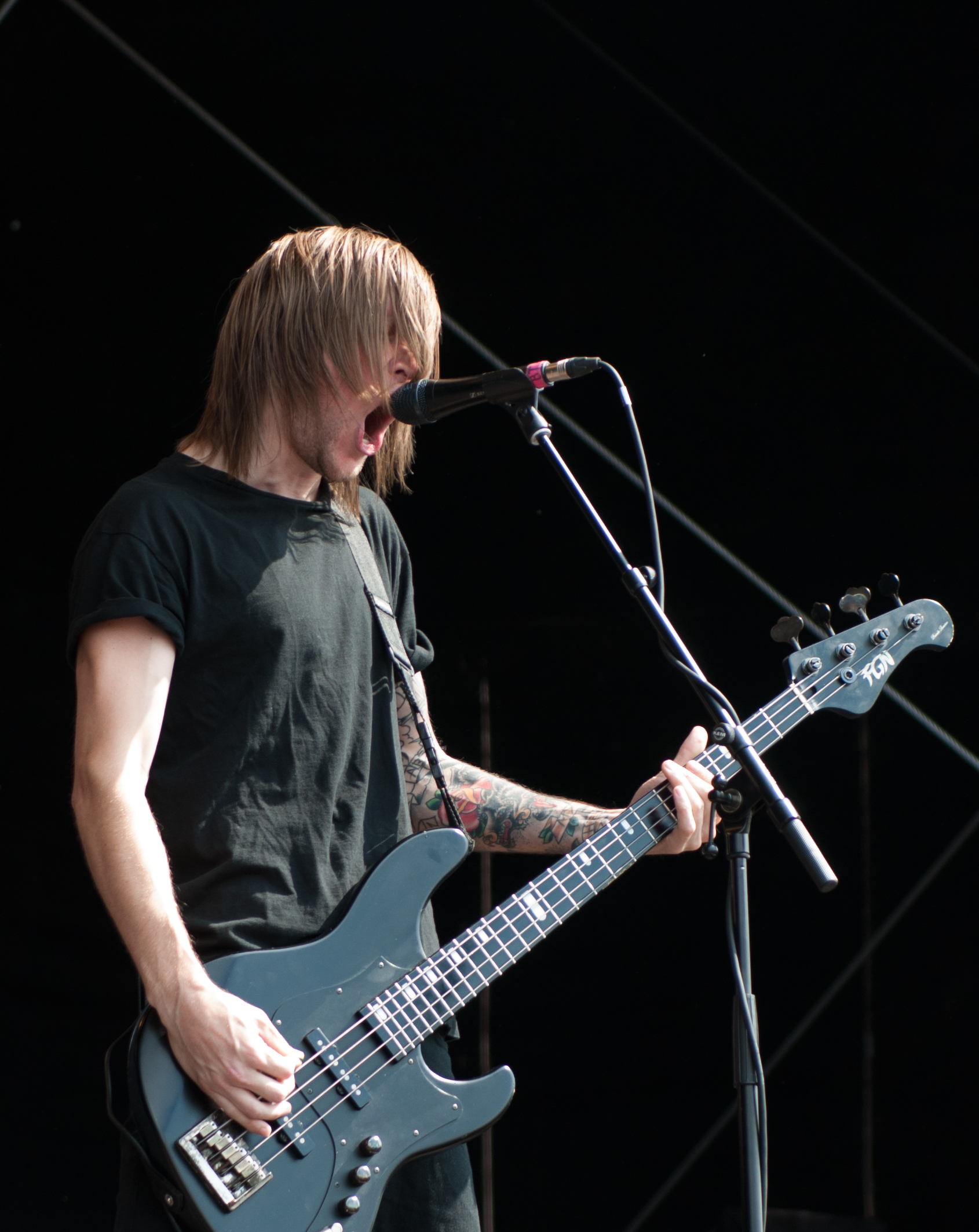
Jared Warth, 2014

<Seznam alb>
His Last Walk (2007)
Witness (2009)
Awakening (2011)
Hollow Bodies (2013)
To Those Left Behind (2015)
Hard Feelings (2018)